# Вермішель
Верміше́ль (італ. vermicelli — «черв'ячки») — харчовий продукт із прісного тіста у вигляді паличок різної довжини. Різновид макаронних виробів, кругла в перетині й тонша, ніж спагеті.
Батьківщиною вермішелі (точніше «вермічеллі») вважають Геную. Перша згадка рецепта вермішелі зустрічається в книзі De arte Coquinaria per vermicelli e maccaroni siciliani (Мистецтво приготування Сициліанських макаронів і вермішелі) написаної майстром Мартіно та Комо, мажордомом папського двору.
Назва вермішель устоялася не відразу. В Італії XIV століття в кожному місті використовувалися свої назви. Те що називалося в Тоскані «вермішель», у Болоньї називалося «ораті», у Венеції «мінутеллі», в Регії «ферментіні», в Мантуї «панкарделле».
Крім італійської вермішелі, існує рисова локшина, популярна в Південно-Східній Азії. Вона також відома як бі-хун або май-фун. За деякими версіями, саме ця локшина, завезена до Італії Марко Поло, послугувала прообразом італійських макаронів. Проте, дана версія сумнівна, оскільки всі європейські макаронні вироби робляться тільки з твердих сортів пшениці, практично невідомої на Далекому Сході.
Існує також різновид макаронів «фідео», популярний в мексиканській кухні, який також часто називають вермішель.